# Wellingdorf
Wellingdorf, Kiel-Wellingdorf – dzielnica miasta Kilonia w Niemczech, w kraju związkowym Szlezwik-Holsztyn.